# 佐藤智恵
佐藤 智恵（さとう ちえ、1964年〈昭和39年〉7月1日 - ）は、日本の女性声優。埼玉県出身。青二プロダクション所属。本名は斎藤 智恵（さいとう ちえ）。

## 略歴
埼玉県立朝霞高等学校、勝田声優教室、青二塾東京校2期卒業。
1985年より声優としてのキャリアをスタート。

## 人物・特色
音域はC - A#。声優としては、多数のアニメ、ゲーム、オリジナルビデオアニメ等に出演している。
演じる役は少年が多いが、女性、おばさん、動物など幅広くこなす。役柄では共通して派手ではなく目立つ方ではないが、主人公の友達など親近感のある、どこにでもいるというキャラクターを演じる傾向があり、リアルライブは「アニメ作品でありながら、佐藤の様に“アニメらしくない、まるで日常に存在していそう”な声やお芝居が出来る声優は貴重なのではないだろうか」と評している。
『クレヨンしんちゃん』のボーちゃんの声は放送初期から現在にかけて声が低くなっていったが、これは野原しんのすけ役の初代声優の矢島晶子の声質の変化に合わせていった結果だという。ボーちゃんの現在の声について佐藤は2018年に受けた取材で「普段の声とぜんぜん違うので、けっこう力が必要なんですよ。劇場版などで長いセリフがあると息が続かないんです」と苦労を明かしている。また、この取材の中で原作者の臼井儀人にボーちゃんの本名を尋ねたことがあったものの、教えてもらえなかったことも明かしている。
『忍たま乱太郎』では、二郭伊助と二ノ坪怪士丸の二役を担当している。伊助はほぼ自分の素の声で演じており、語尾の感じなども自分に近いものだといい、演じているどのキャラクターよりも分身感が強いキャラクターであるという。一方で怪士丸は暗く怪しい感じを出したくて、低めの声で震えるように話しており、震えるように話すのは腹筋を使うので辛くなる時もあるという。
趣味は温泉。特技は日舞、ダイビング、スキー。免許は普通自動車免許。

## 出演
太字はメインキャラクター。

### テレビアニメ
1985年
- ゲゲゲの鬼太郎（第3作）（1985年 - 1987年、女生徒、少年A、ナキ、タダシ）

1986年
- ハイスクール!奇面組（松茂問代）

1987年
- 新メイプルタウン物語 パームタウン編（男の子B）
- 聖闘士星矢（氷河〈少年時代〉、那智〈少年時代〉）
- ビックリマン（1987年 - 1989年、騎神アリババ / アリババ神帝、カボシャ、ザシキ童、遊子ルネザンス）

1988年
- キテレツ大百科（1989年 - 1994年、コンチ、乙梨〈初代〉、静子、三太、太郎 他）
- 小公子セディ（マイク、ドナ）
- ドラえもん（テレビ朝日版第1期）（1988年 - 2005年、少年B、おばあちゃん、カエル帰る 他）
- ひみつのアッコちゃん（ゴマ〈2代目〉、鈴木さん）
- 名門!第三野球部（高橋徹）

1989年
- 獣神ライガー（友達A子、太一、仲間A）
- 新グリム名作劇場（娘）
- 新ビックリマン（1989年 - 1990年、芋丁止、蝶子良）
- 戦え!超ロボット生命体 トランスフォーマーV（サム）
- 魔動王グランゾート（少年）

1990年
- ドラゴンクエスト（少年アベル）
- ドラゴンボールZ たったひとりの最終決戦〜フリーザに挑んだZ戦士 孫悟空の父〜（サイヤ人C）
- 魔神英雄伝ワタル2（男の子、ニボシばあさん）
- もーれつア太郎（少年、ミヨコ、ワルガキ〈兄〉）
- 私のあしながおじさん（子供、サリー・マクブライド）

1991年
- きんぎょ注意報!（次郎）
- ゲッターロボ號（大道哲）
- ジャンケンマン（1991年 - 1992年、パージャン）
- 新世紀GPXサイバーフォーミュラ（少年）
- 絶対無敵ライジンオー（1991年 - 1992年、小川よしあき、坂井ときえ）
- それいけ!アンパンマン（1991年 - 2000年、めいろんろん〈初代〉、ドレッシングさん、ムク、ランプくん、あかちゃん魔王、キンコちゃん、クレヨンマン黒）
- 太陽の勇者ファイバード（コウジ）
- トラップ一家物語（ペーター）
- まじかる☆タルるートくん（1991年 - 1992年、楠田枝美子、伊知川武伊〈2代目〉）
- 魔法使いサリー（1989年版）（ヒデ、立帆）
- 燃えろ!トップストライカー（マカロニ、少年B）
- 横山光輝 三国志（廃帝弁）

1992年
- ウルトラマンキッズ 母をたずねて3000万光年（ゴンチャン）
- クレヨンしんちゃん（1992年 - 、ボーちゃん、クラリセージ、黒サギ魔人、参加者B、B-RocK 他）
- スーパービックリマン（やって弥勒）
- 南国少年パプワくん（ワキ蛾）
- 花の魔法使いマリーベル（1992年 - 1993年、ボンゴ）
- 美少女戦士セーラームーン（妖魔ホウセンカ）
- みかん絵日記（1992年 - 1993年、田山太一）
- 笑ゥせぇるすまん（中年女A）

1993年
- 蒼き伝説シュート!（広瀬圭子）
- 剣勇伝説YAIBA（タヌキ）
- ツヨシしっかりしなさい（1993年 - 1994年、主婦徳子）
- 忍たま乱太郎（1993年 - 2025年、伊助、あやか〈初代〉、しおり〈3代目〉、狸の一太、ぽんた、怪士丸 他）
- 若草物語 ナンとジョー先生（スタッフィ）

1994年
- キャプテン翼J（1994年 - 1995年、石崎了〈少年期〉）
- 愛と勇気のピッグガール とんでぶーりん（1994年 - 1995年、山川真実、ブタセッションB）
- ハックルベリー・フィン物語（1994年 - 1995年、ジム）
- ママレード・ボーイ（1994年 - 1995年、内山、西田の妻）
- メタルファイター・MIKU（マッドコング、アマゾネス）

1995年
- ご近所物語（お手伝いさん）
- アニメ世界の童話（ローシア、次男）
- ぼのぼの（木のオバケ）

1996年
- 家なき子レミ（1996年 - 1997年、ジョリクール）
- 快傑ゾロ（1996年 - 1997年、カサス）
- ゲゲゲの鬼太郎（第4作）（俊彦の母、正光）
- 名犬ラッシー（スピナー）
- 少年Hが見た戦争

1998年
- 時空探偵ゲンシクン（アーサー）
- TRIGUN（子供A、少年）
- ドクタースランプ（ミイラ男、ニコちゃんの子供B）
- MASTERキートン（コナリー少年、ジェームズ〈子供時代〉）
- 遊☆戯☆王（海馬幼年時代）

1999年
- 週刊ストーリーランド（1999年 - 2000年、女B、老婆、おばさん）
- 花さか天使テンテンくん（綿山）
- Bビーダマン爆外伝V（ははボン3）

2000年
- ゲートキーパーズ（池田毅）
- BRIGADOON まりんとメラン（木金銅）
- マシュランボー（チップ）

2002年
- あたしンち（婦人、漬物屋、店員、おばあさん、おばさん 他）
- ベイベーばあちゃん（よねさん）
- ポケットモンスター アドバンスジェネレーション（2002年 - 2006年、キヨ、ハブネーク、ゼニガメ、ゴンベ、ウィンディ、忍者スクールの生徒、ルージュラA 他）

2003年
- 出撃!マシンロボレスキュー（婦長）
- 凧になったお母さん（婆さん）
- 釣りバカ日誌（佐々木夫人）
- ポケットモンスター サイドストーリー（2003年 - 2004年、アナウンス、マサエ、デンリュウ）

2004年
- アガサ・クリスティーの名探偵ポワロとマープル（カーマイケル夫人）
- かいけつゾロリ（坊や恐竜〈恐竜の子供〉）
- とんとんみーの冒険（とんとんみー）
- 忘却の旋律（モノケロス4号）
- 名探偵コナン（2004年 - 2025年、周防知秋、岸浦実夏、江尻恭子、呰上アザミ 他）
- モンキーターン（波多野ウメ）
- RAGNAROK THE ANIMATION（マリア）

2005年
- 陰陽大戦記（幸子さん）
- ぼくの防空壕（婆さん）

2006年
- うっかりペネロペ（2006年 - 2013年、おばあちゃん、犬のお母さん） - 3シリーズ
- ポケットモンスター ダイヤモンド&パール（2006年 - 2011年、ムサシのハブネーク、シンジのヤミカラス、ヒカリのエテボース、ハルカのゴンベ、ウララのガバイト、幼少時のオーバ 他） - 1シリーズ + 特別編

2007年
- 大江戸ロケット（六兵衛の妻）
- ゲゲゲの鬼太郎（第5作）（順平、盧山辰美）
- バンブーブレード（あんり）
- はたらキッズ マイハム組（2007年 - 2008年、大神家家政婦、ブッチー）
- もっけ（日吉のおばさん）
- REIDEEN（女将）

2008年
- うちの3姉妹（2008年 - 2010年、だい）
- To LOVEる -とらぶる-（ギ・ブリーの妻）
- ドラえもん（テレビ朝日版第2期）（2008年 - 2023年、おばあさん、姉、魔女、男の子、少年 他）

2009年
- ご姉弟物語（渋谷）
- 鋼の錬金術師 FULLMETAL ALCHEMIST（おばちゃん）

2012年
- 探検ドリランド（クリアカメレオン、老婆）
- デジモンクロスウォーズ 〜時を駆ける少年ハンターたち〜（パタモン）
- バトルスピリッツ ソードアイズ（キク）

2014年
- 妖怪ウォッチ（2014年 - 2023年、カンチ〈今田干治〉、バクロ婆、でんぱく小僧、U.S.O.、つまみぐいのすけ、バク、ハク、エミの母、えこひい鬼、しわくちゃん、化け草履、キジニャン、SFおばあちゃん、大家ネコ妖怪、オーバーガー、ナンモナイト、でんじん、じごくミミズク、ひっぱりダコ、かゆかゆ、うらやましろう、ポチッ、おバク様、魔ガサス、ババァーン 他） - 3シリーズ

2015年
- 影鰐-KAGEWANI-（ユウタ）
- コンクリート・レボルティオ〜超人幻想〜（森野ブナ）

2021年
- ONE PIECE（ヒョウ五郎の妻）

2023年
- ポケットモンスター めざせポケモンマスター（ハブネーク）

2024年
- 女神のカフェテラス（鶴河勝代）

### 劇場アニメ
1985年
- キン肉マン 正義超人vs古代超人（幼稚園児）
- ペンギンズ・メモリー 幸福物語（ジミー）

1988年
- ビックリマン 無縁ゾーンの秘宝（12の3助）

1989年
- ひみつのアッコちゃん（ゴマ）
- ひみつのアッコちゃん 海だ! おばけだ!! 夏まつり（ゴマ）

1991年
- うしろの正面だあれ
- 老人Z（大江信子）

1993年
- クレヨンしんちゃん アクション仮面VSハイグレ魔王（ボーちゃん）
- ツヨシしっかりしなさい ツヨシのタイムマシーンでしっかりしなさい（子分B）

1994年
- クレヨンしんちゃん ブリブリ王国の秘宝（ボーちゃん）
- Dr.スランプ アラレちゃん ほよよ!!助けたサメに連れられて…（子鮫）

1995年
- カッタ君物語（カッタ）
- クレヨンしんちゃん 雲黒斎の野望（ボーちゃん）
- ママレード・ボーイ（ガストマンΩ）

1996年
- 映画 忍たま乱太郎（伊助）
- クレヨンしんちゃん ヘンダーランドの大冒険（ボーちゃん）

1997年
- クレヨンしんちゃん 暗黒タマタマ大追跡（ボーちゃん）
- ゲゲゲの鬼太郎 おばけナイター（光太）

1998年
- クレヨンしんちゃん 電撃!ブタのヒヅメ大作戦（ボーちゃん）

1999年
- クレしんパラダイス! メイド・イン・埼玉（ボーちゃん）
- クレヨンしんちゃん 爆発!温泉わくわく大決戦（ボーちゃん）

2000年
- クレヨンしんちゃん 嵐を呼ぶジャングル（ボーちゃん）

2001年
- クレヨンしんちゃん 嵐を呼ぶ モーレツ!オトナ帝国の逆襲（ボーちゃん）

2002年
- クレヨンしんちゃん 嵐を呼ぶ アッパレ!戦国大合戦（ボーちゃん）

2003年
- おどるポケモンひみつ基地（ハブネーク）
- クレヨンしんちゃん 嵐を呼ぶ 栄光のヤキニクロード（ボーちゃん）

2004年
- クレヨンしんちゃん 嵐を呼ぶ!夕陽のカスカベボーイズ（ボーちゃん）
- 劇場版ポケットモンスター アドバンスジェネレーション 裂空の訪問者 デオキシス（ポチエナ）

2005年
- クレヨンしんちゃん 伝説を呼ぶブリブリ 3分ポッキリ大進撃（ボーちゃん）
- 劇場版ポケットモンスター アドバンスジェネレーション ミュウと波導の勇者 ルカリオ（ゴンベ）

2006年
- クレヨンしんちゃん 伝説を呼ぶ 踊れ!アミーゴ!（ボーちゃん）
- 劇場版ポケットモンスター アドバンスジェネレーション ポケモンレンジャーと蒼海の王子 マナフィ（ゴンベ）

2007年
- クレヨンしんちゃん 嵐を呼ぶ 歌うケツだけ爆弾!（ボーちゃん）
- 劇場版ポケットモンスター ダイヤモンド&パール ディアルガVSパルキアVSダークライ（ルクシオ）

2008年
- クレヨンしんちゃん ちょー嵐を呼ぶ 金矛の勇者（ボーちゃん）
- 劇場版ポケットモンスター ダイヤモンド&パール ギラティナと氷空の花束 シェイミ（エテボース）
- HIGHLANDER ハイランダー 〜ディレクターズカット版〜（配給員）

2009年
- クレヨンしんちゃん オタケベ!カスカベ野生王国（ボーちゃん）

2010年
- クレヨンしんちゃん 超時空!嵐を呼ぶオラの花嫁（ボーちゃん）

2011年
- 劇場版アニメ 忍たま乱太郎 忍術学園 全員出動!の段（伊助）
- クレヨンしんちゃん 嵐を呼ぶ黄金のスパイ大作戦（ボーちゃん）

2012年
- クレヨンしんちゃん 嵐を呼ぶ!オラと宇宙のプリンセス（ボーちゃん）
- やなせたかしシアター ハルのふえ（クマ）

2013年
- クレヨンしんちゃん バカうまっ!B級グルメサバイバル!!（ボーちゃん）
- ピカチュウとイーブイ☆フレンズ（ブラッキー）
- 映画かいけつゾロリ まもるぜ!きょうりゅうのたまご（恐竜兄）

2014年
- クレヨンしんちゃん ガチンコ!逆襲のロボとーちゃん（ボーちゃん）
- 映画 妖怪ウォッチ 誕生の秘密だニャン!（カンチ〈今田干治〉、バクロ婆、化け草履）

2015年
- クレヨンしんちゃん オラの引越し物語 サボテン大襲撃（ボーちゃん）
- 映画 妖怪ウォッチ エンマ大王と5つの物語だニャン!（バクロ婆、メダル窓口のおばちゃん妖怪）

2016年
- クレヨンしんちゃん 爆睡!ユメミーワールド大突撃（ボーちゃん）
- 映画 妖怪ウォッチ 空飛ぶクジラとダブル世界の大冒険だニャン!（バクロ婆）

2017年
- クレヨンしんちゃん 襲来!!宇宙人シリリ（ボーちゃん）

2018年
- クレヨンしんちゃん 爆盛!カンフーボーイズ〜拉麺大乱〜（ボーちゃん）

2019年
- クレヨンしんちゃん 新婚旅行ハリケーン 〜失われたひろし〜（ボーちゃん）

2020年
- クレヨンしんちゃん 激突! ラクガキングダムとほぼ四人の勇者（ボーちゃん）

2021年
- クレヨンしんちゃん 謎メキ!花の天カス学園（ボーちゃん）
- 映画 妖怪ウォッチ♪ ケータとオレっちの出会い編だニャン♪ワ、ワタクシも〜♪♪（カンチ）

2022年
- クレヨンしんちゃん もののけニンジャ珍風伝（ボーちゃん）

2023年
- しん次元! クレヨンしんちゃん THE MOVIE 超能力大決戦 〜とべとべ手巻き寿司〜（ボーちゃん）

2024年
- クレヨンしんちゃん オラたちの恐竜日記（ボーちゃん）
- 劇場版 忍たま乱太郎 ドクタケ忍者隊最強の軍師（伊助）

2025年
- クレヨンしんちゃん 超華麗!灼熱のカスカベダンサーズ（ボーちゃん）

### OVA
1980年代
- スペース・ファンタジア 2001夜物語（1987年、女の子）
- 機動戦士ガンダム0080 ポケットの中の戦争（1989年、受付）
- 銀河英雄伝説（1989年、子供）

1990年代
- ビックリマン ロココ＆マリア奇跡（1990年、アリババ神帝）
- ここはグリーン・ウッド（1991年、愛誠生徒C）
- 絶対無敵ライジンオー 初恋大作戦!（1992年、小川よしあき）
- 絶対無敵ライジンオー 陽昇城からくり夢日記（1992年、小川よしあき）
- 絶対無敵ライジンオー みんなが地球防衛組（1993年、小川よしあき）
- キャプテン翼 最強の敵!オランダユース（1994年、石崎了）
- 覇王大系リューナイト アデュー・レジェンド（1994年、男の子）
- なにわ遊侠伝（1994年、ホステス）
- 鬼切丸（1995年、女中頭）
- 〜平和の使者〜 青い目の人形物語（1996年、斉藤孝太）
- MASTERキートン（1999年、ジェームズ〈子供時代〉）

2000年代
- ピカチュウのおばけカーニバル（2005年、ゴンベ）
- ピカチュウのわんぱくアイランド（2006年、ゴンベ）
- ピカチュウ氷の大冒険（2008年、エテボース）

### Webアニメ
- クレヨンしんちゃん外伝 おもちゃウォーズ（2016年 - 2017年、ボーちゃん）
- クレヨンしんちゃん外伝 お・お・お・のしんのすけ（2017年、ボー）
- 魔神英雄伝ワタル 七魂の龍神丸（2020年、茶屋のおばさん）
- 名探偵ピカチュウ 〜華麗なるモーニングルーティン〜（2023年、ゴンベ、カジッチュ）

### ゲーム
1993年
- 藤子不二雄Aの笑ゥせぇるすまん（ノブアキ、娘、アンナ）

1994年
- SDガンダム大図鑑

1996年
- エーベルージュ（ネルト・ケンダーマン）

2001年
- クレヨンしんちゃん オラとおもいでつくるゾ!（ボーちゃん）
- サモンナイト2（レシィ）

2003年
- サモンナイト3（レシィ）

2004年
- ぐるみん（ポコ、チビトカロン）

2005年
- マビノ×スタイル（魔法屋のおババ）

2006年
- クレヨンしんちゃん 伝説を呼ぶ オマケの都ショックガーン!
- クレヨンしんちゃん 最強家族カスカベキング うぃ〜（ボーちゃん）

2007年
- クレヨンしんちゃんDS 嵐を呼ぶ ぬってクレヨ〜ン大作戦!
- 真・三國無双Online（PCキャラクター 純粋〈短気〉）

2008年
- クレヨンしんちゃん 嵐を呼ぶ シネマランド カチンコガチンコ大活劇!
- 大乱闘スマッシュブラザーズX（ゴンベ）

2009年
- クレヨンしんちゃん 嵐を呼ぶ ねんどろろ〜ん大変身!
- ポケパークWii 〜ピカチュウの大冒険〜

2010年
- クレヨンしんちゃん おバカ大忍伝 すすめ!カスカベ忍者隊!
- クレヨンしんちゃん ショックガ〜ン!伝説を呼ぶオマケ大ケツ戦!!（ボーちゃん）

2011年
- クレヨンしんちゃん 宇宙DEアチョー!? 友情のおバカラテ!!

2013年
- 妖怪ウォッチ（バクロ婆、つまみぐいのすけ、でんぱく小僧、でんじん、黒鬼、ナマズの五郎 他）

2014年
- クレヨンしんちゃん 嵐を呼ぶ カスカベ映画スターズ!（ボーちゃん）
- 妖怪ウォッチ2 元祖/本家/真打（カンチ〈今田干治〉、バク、おこ武者、化け草履、U.S.O. 他）

2015年
- 妖怪ウォッチバスターズ 赤猫団/白犬隊（でんじん親方〈でんじん〉、Gババァーン 他）
- 妖怪ウォッチ ぷにぷに

2016年
- サモンナイト6 失われた境界たち（レシィ）
- ドラゴンボール ゼノバース2（タイムパトローラー）
- 妖怪三国志（バクロ婆黄月英 黒鬼呂布 他）
- 妖怪ウォッチ3 スシ/テンプラ/スキヤキ（オーバーガー、そらミミズク、ナンモナイト、バンジーきゅうす、ひっぱりダコ、ピヨピヨコ、ポチッ 他）

2017年
- 妖怪ウォッチバスターズ2 秘宝伝説バンバラヤー ソード/マグナム（オーバーガー、そらミミズク、じごくミミズク、ナンモナイト、はつでんしん 他）
- クレヨンしんちゃん 激アツ! おでんわ〜るど大コン乱!（ボーちゃん）

2018年
- 妖怪三国志 国盗りウォーズ

2019年
- 妖怪ウォッチ4 ぼくらは同じ空を見上げている / 4++（ジャー坊、バクロ婆、バク、でんじん、いないいない婆〈シャドウサイド〉、カンチ）
- 妖怪ウォッチ1 for Nintendo Switch（カンチ、バクロ婆、ババァーン、バク、でんぱく小僧 他）

2020年
- 妖怪学園Y 〜ワイワイ学園生活〜（バクロ婆）

2021年
- 妖怪ウォッチ1 スマホ（カンチ、バクロ婆、ババァーン、バク、でんぱく小僧 他）
- クレヨンしんちゃん 「オラと博士の夏休み」〜おわらない七日間の旅〜（ブーちゃん）

2024年
- クレヨンしんちゃん 「炭の町のシロ」（ボーちゃん）

### ドラマCD
- 英雄伝説 零の軌跡 〜光と影の棲む街〜（アンリ）
- クラッシャーズ Knight&Ran（看護婦A）
- サモンナイト〜界の狭間のゆりかご〜（レシィ）
- 絶対無敵ライジンオー シリーズ（1992年 - 1993年、小川よしあき、坂井ときえ） - 4作品[一覧 4]
- 忍たま乱太郎 ドラマCD シリーズ（2010年 - 2015年、二郭伊助、二ノ坪怪士丸） - 5作品[一覧 5]
- CDシアター ドラゴンクエストIV（ミャッケ）
- ビックリマン 新たなる出発（アリババ神帝）
- 街 第Qの男 〜QはquestionのQ〜（細井美子）

### 吹き替え

#### 映画
- ジングル・オール・ザ・ウェイ（ジョニー）※ソフト版
- やかまし村の子どもたち（ラッセ）

#### アニメ
- アラジンの大冒険（子供アマール）
- パパはグーフィー

### その他
- こどもちゃれんじビデオ
- がくげい 日本歴史トラベラーズ（タカキ）

### シリーズ一覧
1. ↑  第1シリーズ（2006年）、第2シリーズ（2009年）、第3シリーズ（2013年）
2. ↑  テレビシリーズ（2006年 - 2010年）、特別編（2011年2月3日）
3. ↑  『妖怪ウォッチ』（2014年 - 2018年）、『妖怪ウォッチ!』（2019年）、『妖怪ウォッチ♪』（2021年 - 2023年）
4. ↑  『歌う地球防衛組！』（1992年）、『IV 地球防衛組全員出動！4』（1992年）、『V ドラマCDスペシャル 絶対無敵の玉手箱（トウトウココマデヤッチマッタ）』（1992年）、『ドラ1』（1993年）
5. ↑  『図書委員会の段』（2010年）、『火薬委員会の段』（2011年）、『一年は組の段』（2014年）、『ろ組の段〜上巻〜』（2015年）、『は組の段〜上巻〜』（2015年）

### 初出話一覧
1. ↑  32シリーズ 第76話初出